# Мика (притока Бистриївки)
Мика — річка в Україні, у Черняхівському й Коростишівському районах Житомирської області. Права притока Бистриївки (басейн Дніпра).

## Опис
Довжина 15 км, похил річки — 1,7 м/км. Площа басейну 63,3 км².

## Розташування
Бере початок на північному заході від Осників. Тече переважно на північний схід через Слобідку і біля Сліпчиців впадає у річку Бистриївку, ліву притоку Мики.